# Rio Cornet (Holod)
O Rio Cornet é um rio da Romênia, afluente do Holod, localizado no distrito de Bihor.